# Prodeinodon
Prodeinodon (Prodeinodon) – dinozaur z grupy teropodów (Theropoda).
Żył w okresie wczesnej kredy (ok. 130-112 mln lat temu) na terenach Azji. Jego szczątki znaleziono w Chinach i w Mongolii.
Opisany na podstawie zębów i kilku fragmentów kości.
Gatunki prodeinodona:
- Prodeinodon mongoliensis (Osborn, 1924)
- Prodeinodon kwangshiensis (Hou, Yeh & Zhao, 1975)
- Prodeinodon tibetensis (Zhang & Li, 1997)